# Cristina Mucci
Cristina Mucci (sinh ngày 24 tháng 1 năm 1949) là một nhà văn và nhà báo người Argentina. Từ năm 1987, bà đã chỉ đạo và sản xuất chương trình truyền hình Los siete locos, tập trung cho việc phổ biến sách và văn hóa. Bà là tác giả của những cuốn sách về các nhà văn người Argentina, như Leopoldo Lugones  và ba tác giả phụ nữ tiêu biểu của văn học Argentina từ những năm 1950 thập niên 60: Marta Lynch, Silvina Bullrich và Beatriz Guido.

## Nghề nghiệp
Cristina Mucci đã có bằng luật từ Đại học Công giáo Giáo hoàng Argentina. Bà làm phóng viên văn hóa tại các tờ báo La Voz và La Razón, với tư cách là biên tập viên của trang văn hóa, cũng như xuất bản các bài báo trên các tạp chí và báo như Clarín và La Nación.
Từ năm 1987, bà đã chỉ đạo chương trình truyền hình Los siete locos, dành riêng cho việc phổ biến sách và văn hóa, qua đó cô đã giành được bốn giải thưởng Martín Fierro. Mucci đã tổ chức chương trình Encuentros do Oscar Barney Finn đạo diễn, viết kịch bản cho các chương trình về Victoria Ocampo và Silvina Ocampo cho chu kỳ DNI và đặc biệt về kỷ niệm 20 năm ngày mất của Julio Cortázar.

## Giải thưởng và vinh danh
Giải thưởng Martín Fierro (1995, 1996, 1998, 2002 )
Giải thưởng nghề nghiệp đặc biệt của APTRA 
Giải thưởng Julio Cortázar năm 1998 từ Phòng sách Argentina 
Los siete locos được Bộ trưởng Văn hóa và Phòng Đại biểu tuyên bố là có giá trị văn hóa
Giải thưởng Konex 2007 cho Văn học 
Huy chương trăm năm 2010 từ thành phố Buenos Aires 